# سانت أغاتا سول ساتيرنو
سانت أغاتا سول ساتيرنو (بالإيطالية: Sant'Agata sul Santerno)‏ هي بلدية في مقاطعة رافينا في إقليم إميليا رومانيا الإيطالي.

## السكان
في سنة 1861 بلغ عدد السكان 1٬601 نسمة، وتطور العدد ليصل في سنة 2011 لـ 2٬822 نسمة.
يظهر هذا المخطط البياني تطور النمو السكاني لـ سانت أغاتا سول ساتيرنو